# Trevor Bayne
Trevor Bayne (* 19. Februar 1991 in Knoxville, Tennessee) ist ein US-amerikanischer Automobilrennfahrer, der für Roush Fenway Racing in der Monster Energy NASCAR Cup Series aktiv ist. Sein bisher größter Erfolg war der Sieg des prestigeträchtigen Daytona 500, er ist der jüngste Sieger in der Geschichte des Rennens.

## Karriere

### Frühe Jahre
Trevor Bayne begann seine Karriere im Alter von fünf Jahren auf Karts. In den folgenden acht Jahren gewann Bayne drei Weltmeisterschaften, erzielte Siege in über 300 Hauptrennen und gewann in den Vereinigten Staaten 18 Staaten- und Streckenmeisterschaften.
2004 wechselte Bayne in die Allison Legacy Race Series, wo er im ersten Jahr die Auszeichnung als bester Neuling gewann. In der folgenden Saison gewann Bayne die nationale Meisterschaft der Serie. Insgesamt konnte er innerhalb von nur zwei Jahren 14 Siege, 19 Pole-Positions und 30 Top-5-Platzierungen bei 41 Starts verbuchen.
Durch seine guten Leistungen sicherte er sich zu Beginn des Jahres 2006 einen Startplatz in der USAR Hooters Procup Series Southern Division, wo er erneut den Titel des erfolgreichsten Neulings gewinnen konnte. 2008 wurde Dale Earnhardt, Inc. auf Bayne aufmerksam und bot ihm einen Platz in der NASCAR Camping World East Series im Rahmen des Fahrer-Entwicklungsprogramms an. Er absolvierte alle 13 Rennen der Saison 2008, gewann das Rennen auf dem Thompson International Speedway und erzielte sieben Top-10-Platzierungen. Der vierte Gesamtrang hatte eine Qualifikation für den Toyota All-Star Showdown 2009 zur Folge, den Bayne als Zweiter abschloss. Mit dieser Leistung sicherte er sich den Sunoco Rookie of the Race Award als bester Neuling des Rennens.

### Nationwide Series

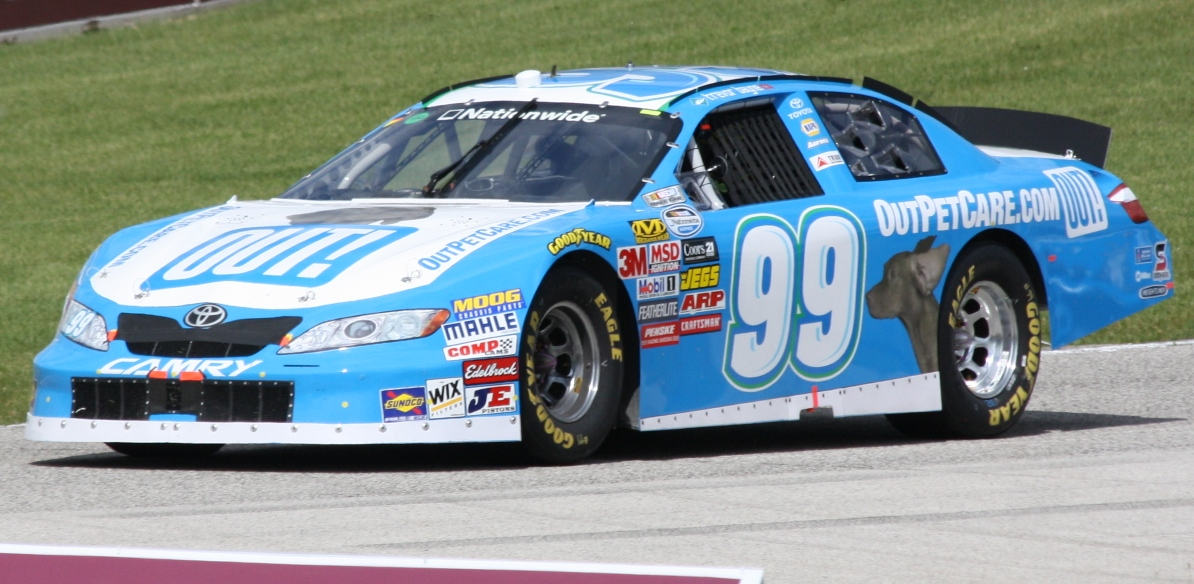
2010 Nationwide

In der Saison 2009 unterzeichnete Bayne einen Vertrag mit Michael Waltrip Racing über eine begrenzte Anzahl von Rennen
und kam somit sowie durch Starts für die Teams von Jimmy Means und Bryan Mullet zu insgesamt 15 Einsätzen in der Nationwide Series, bei denen er insbesondere durch gute Qualifikationsergebnisse zu überzeugen wusste. 2010 bestritt Bayne seine erste volle Saison, die er als Siebter der Meisterschaft mit drei Pole-Positions und elf Top-10-Platzierungen abschloss. Die ersten 28 Saisonrennen absolvierte er für Michael Waltrip Racing. Nachdem jedoch keine weiteren Sponsoren gefunden werden konnten, wechselte er zu Roush Fenway Racing, wo er die restlichen sieben Saisonrennen bestritt. In der Saison 2011 trat Bayne in der Startnummer 16 von Roush Fenway Racing an. Er musste aufgrund einer Krankheit, die sich später als Multiple Sklerose herausstellte, zwei Monate pausieren. Im November konnte er sein erstes Nationwide-Rennen gewinnen. In der Saison 2012 wechselte er Teamintern zur Nummer 60, konnte er aufgrund eines Sponsormangels nur bei sechs Rennen antreten. 2013 ersetzte Bayne Ricky Stenhouse junior in der Nummer 6, mit einem Sieg und 21 Top-10-Ergebnissen erreichte er den sechsten Gesamtrang. 2014 landete er wieder auf dem sechsten Gesamtrang, diesmal jedoch ohne ein Rennen gewonnen zu haben.

### Monster Energy NASCAR Cup Series

#### 2010–2014: Wood Brothers Racing

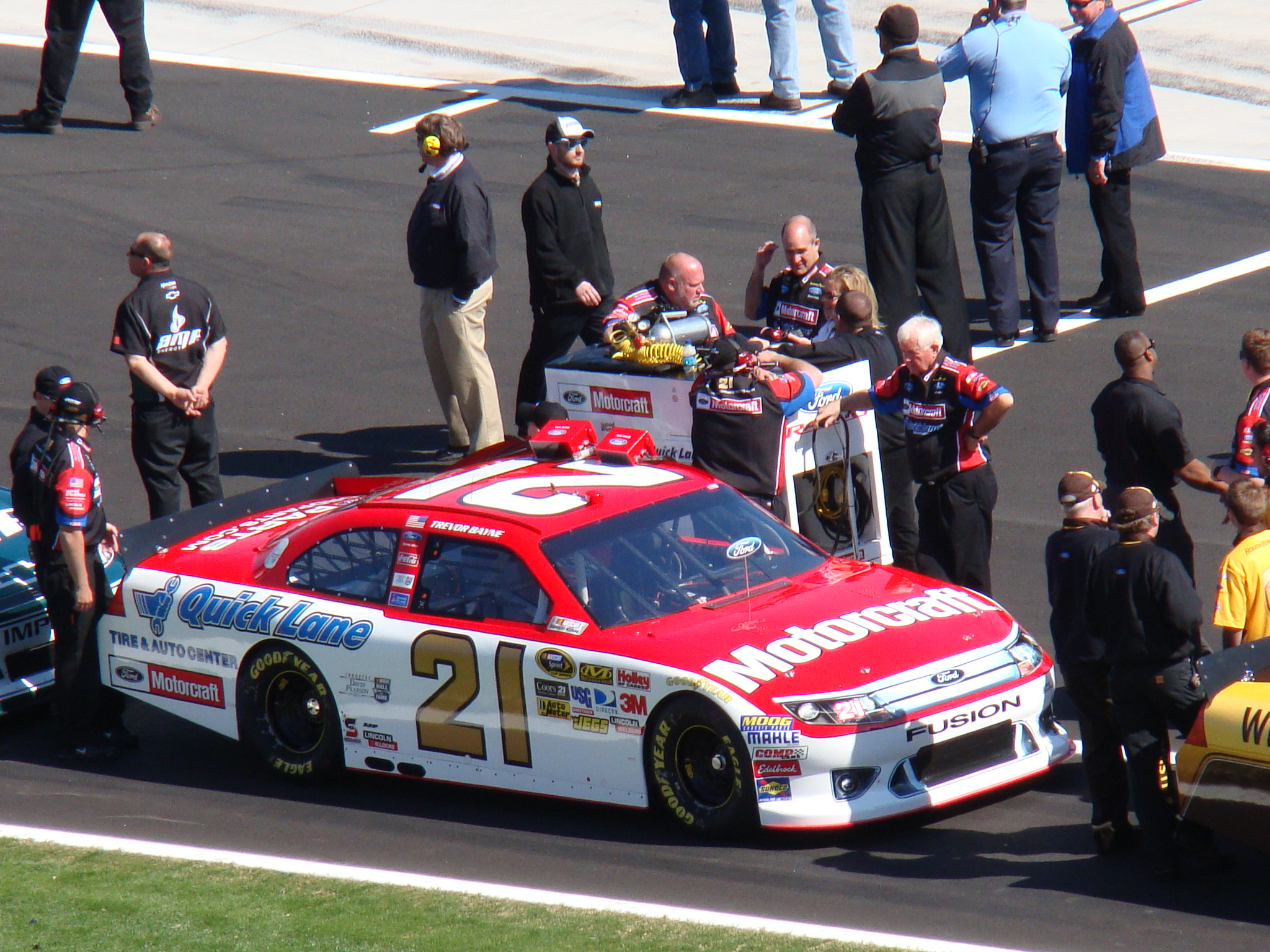
Trevor Baynes Wagen nach seinem Sieg beim Daytona 500

Bayne absolvierte sein Sprint-Cup-Debüt (heute Monster Energy NASCAR Cup Series) am 7. November 2010 im AAA Texas 500 auf dem Texas Motor Speedway für Wood Brothers Racing. Zur Saison 2011 wurde ein Teilzeitprogramm vereinbart, sodass Bayne sich auf die Meisterschaft in der Nationwide Series konzentrieren kann. Sein erstes Saisonrennen war das 53. Daytona 500 am 20. Februar 2011, das er im Alter von nur 20 Jahren sensationell gewann. Damit ist Bayne der jüngste Daytona-500-Sieger und einer von nur wenigen Fahrern, die bereits beim zweiten Sprint-Cup-Rennen ihrer Karriere einen Sieg erzielten. Dank einer neuen Regelung, nach der sich die Fahrer vor der Saison für eine der drei nationalen NASCAR-Rennserien festlegen müssen, in der sie dann punkteberechtigt sind, hat Bayne für seinen Erfolg keinerlei Meisterschaftspunkte bekommen. Bayne startete in dieser Saison noch in 16 weiteren Rennen für die Wood Brothers, ein 15. Platz war das beste Ergebnis. Die nächsten drei Jahre startete Bayne weiter für das Team, In der Saison 2012 trat er in 16 Rennen an, in den folgenden Jahren zu 12.

#### Ab 2015: Roush Fenway Racing
Während der Saison 2014 wurde angekündigt, dass Bayne ab 2015 die ganze Saison für Roush Fenway Racing bestreiten wird. 2015 konnte er zwei Top-10-Ergebnisse erreichen, eines davon, weil das Rennen aufgrund von Regen verkürzt wurde. In der Saison 2016 war ein dritter Platz in Daytona sein bestes Ergebnis, insgesamt erreichte er fünfmal die Top 10. Sowohl in jener als auch in der nächsten Saison schloss er die Fahrerwertung als 22. ab, was bis heute seine besten beiden Gesamtplatzierungen sind. 2018 wurde Bayne bei bestimmten Rennen durch Matt Kenseth ersetzt und schloss dadurch die Saison, ohne einmal in die Top-10 gefahren zu sein, als 31. ab. Nach dem Auslaufen seines Vertrags ist Bayne momentan ein Free Agent. 2019 nahm er an keinen Rennen teil.

## Persönliches
Bayne ist verheiratet und hat zwei Kinder. Er ist bekennender Christ und hat an mehreren Missionseinsätzen in Mexiko teilgenommen.
2013 wurde bei ihm Multiple Sklerose diagnostiziert.